# Феба
Феба (грч. Φοίβη) је у грчкој митологији била божанство.

## Митологија
Била је божанство бистрог интелекта, Уранова и Гејина кћерка. Хесиодова Феба је вероватно еквивалентна Хомеровој Диони, Афродитиној мајци. Према неким изворима, Феба је у ствари поистовећивана са Гејом, или је бар Геја говорила кроз њу, док је њен супруг Кеј, чије име дословно значи „врата раја“, односно небеса, оличавао њиховог оца Урана. Са својим братом Кејом, имала је кћерке Лету и Астерију. Била је трећа господарица делфског пророчишта, након Геје и Темиде, које је поклонила свом унуку Аполону за рођендан. Од тада Аполон се по њој често назива и Феб.

## Друге личности
- Аполодор је наводи као једну од хамадријада, која је била удата за Данаја.[3]
- Наводи се и као једна од Хелијада, кћерки Хелија и Океаниде Климене.[2]
- Кћерка Тиндареја и Леде, Клитемнестрина сестра.[3]
- Виргилије је наводи као друго име богиње Артемиде, које је карактерише као богињу месеца.[3]
- Леукипова кћерка.[3]
- Једна од Амазонки која је копљем напала Херакла када је убио њену краљицу Хиполиту, али је у том сукобу изгубила живот.[4]